# Tropicomyia
Genre
Tropicomyia est un genre de diptères de la famille des Agromyzidae.

## Liste des espèces
Selon Catalogue of Life (20 mars 2020) :
- Tropicomyia alocasiae W.u.Shiao, 1997
- Tropicomyia angioptericola Shiao, 2006
- Tropicomyia atomella Malloch, 1914
- Tropicomyia capeneri Hering, 1957
- Tropicomyia cassinis Hering, 1957
- Tropicomyia ceratiosicyi Hering, 1957
- Tropicomyia clutiae Spencer, 1963
- Tropicomyia crotonella Spencer, 1964
- Tropicomyia dicksoni Hering, 1957
- Tropicomyia eulophiae Spencer, 1990
- Tropicomyia flacourthiae Seguy, 1951
- Tropicomyia gloriosae Spencer, 1990
- Tropicomyia gymnosporiae Hering, 1957
- Tropicomyia haemanthi Spencer, 1963
- Tropicomyia kalanchoes Spencer, 1985
- Tropicomyia laburnifoliae Spencer, 1964
- Tropicomyia malayensis Sasakawa, 1988
- Tropicomyia momordicae Sasakawa, 1963
- Tropicomyia nigriclava Bezzi & Lamb, 1926
- Tropicomyia passiflorella W.u.Shiao, 1997
- Tropicomyia philocroton Hering, 1957
- Tropicomyia pilosa Spencer, 1986
- Tropicomyia piperi Spencer, 1977
- Tropicomyia polyphaga Spencer, 1961
- Tropicomyia polyphyta Kleinschmidt, 1961
- Tropicomyia ponderosa Spencer, 1977
- Tropicomyia porrecta Spencer, 1977
- Tropicomyia theae (Green, 1895)
- Tropicomyia thunbergivora Spencer, 1963
- Tropicomyia vigneae (Seguy, 1951)
- Tropicomyia yunnanensis Chen & Wang, 2003